# Менелай (корвет, 1841)
«Менелай», с 1846 года «Оливуца» — 20-пушечный парусный корвет Черноморского, затем Балтийского флота Российской империи. Участник Крымской войны.

## Постройка
Корвет «Менелай» был заложен в Севастополе 10 мая 1839 года и, после спуска на воду 9 ноября 1841 года, вошёл в состав Черноморского флота России. Строительство вёл корабельный мастер А. П. Прокофьев.

## Описание корвета
Один из двух парусных корветов типа «Пилад», длина судна по сведениям из различных источников составляла от 39,3 метра, ширина от 10,8 до 10,9 метра, а осадка от 3,3 до 5,0 метров. Вооружение судна составляли двадцать 24-фунтовых карронад.

## Служба
В 1842 году корвет принял участие в операциях у берегов Кавказа в составе отряда. В 1843 году выходил в практическое плавание с учениками штурманской роты на борту. В том же году было получено предписание командующего Черноморским флотом о подготовке корвета к октябрю 1843 года для участия в экспедиции в Восточный океан, но в августе экспедиция была отменена Николаем I.
15 июня 1844 года «Менелай» был направлен в распоряжение русского посланника в Греции, где совершал плавания к берегам Сицилии и использовался для прогулок царской семьи по Средиземному морю, во время отдыха в местечке Оливуца на Сицилии. При этом корвет был переименован в «Оливуца».
В декабре 1845 года в Палермо вошёл в состав отряда вице-адмирала Ф. П. Литке, и присоединился к заграничному плаванию, проходившему с целью получения морской практики генерал-адмиралом великим князем Константином Николаевичем. При этом совершил плавание по маршруту Неаполь — Тулон — Алжир — Гибралтар — Лиссабон — Портсмут — Копенгаген, после чего был направлен в Кронштадт, куда прибыл к 23 июня 1846 года. По прибытии на Балтику корвет вошёл в состав Балтийского Флота.
С 1847 по 1849 год выходил в практические плавания в Балтийское море.
23 сентября 1850 года был направлен в Тихий океан под командованием капитан-лейтенанта И. Н. Сущева с целью защиты военных постов и прав Российско-американской компании (РАК) от английских и американских браконьеров. Пройдя по маршруту Копенгаген — Плимут — Рио-де-Жанейро — мыс Горн — Вальпараисо — Маркизские острова, при этом из-за сильных противных ветров огибал мыс Горна в течение 28 дней. 29 мая 1851 года корвет прибыл в Петропавловский порт.
С 7 июля 1851 года по 1 сентября 1852 года был задействован для перевозки груза и пассажиров между Петропавловским портом, Аяном, Петровским зимовьем (устье реки Амур), Охотском и Новоархангельском. 30 июля 1851 года корвет «Оливуца» прибыл в залив Счастья к Петровскому зимовью. Здесь с корвета сняли часть груза с барка «Шелихов» потерпевшего крушение в 10 милях от зимовья. Позже, часть офицеров «Оливуцы» вместе с офицерами транспорта «Байкал» и барка составили комиссию по расследованию крушения «Шелехова» под командованием Г. И. Невельского. Комиссия установила, что крушение произошло по причине слабого крепления днищевых досок при строительстве барка в Сан-Франциско — 22 июля от качки отошли две доски у форштевня, тем самым открыв значительную течь. 12 августа корвет покинул залив Счастья, оставив мичмана Н. М. Чихачёва в составе Амурской экспедиции. 23 сентября 1851 года в Авачинской бухте перевернулась шлюпка, при этом погибли командир корвета И. Н. Сущев и три матроса. Командовать корветом поставлен лейтенант И. Ф. Лихачёв.
18 июля 1852 года «Оливуца» пришёл из Аяна в Петровское зимовье, доставив Г. И. Невельскому бумаги от генерал-губернатора Н. Н. Муравьёва, В. С. Завойко, А. Ф. Кашеварова и от главного правления РАК. Корвет имел предписание далее отправится в Петропавловский порт (ныне Петропавловск-Камчатский) и быть там не позднее 1 августа, но Г. И. Невельской отправил корвет в Аян за припасами для поста и с почтой, оставив в распоряжении Амурской экспедиции мичманов Г. Д. Разградского, А. И. Петрова и десять матросов из членов команды. 28 июля на корвете доставили из Аяна некоторое количество припасов и товаров для поста. Но, так как в посту установилось бедственное положение, Г. И. Невельской вновь отправил корвет за продовольствием в Аян.
31 марта 1853 года корвет был отправлен к Сандвичевым островам и 24 апреля прибыл в Гонолулу, где вошёл в состав эскадры вице-адмирала графа Е. В. Путятина. После чего, уже в составе эскадры, перешёл к островам Бонин и принимал участие в съемке острова Бай-ли. 10 августа эскадра пришла в Нагасаки. 24 января 1854 года вышел из Нагасаки и к 17 февраля прибыл в Манилу, откуда 12 марта ушёл к берегам Сибири и 19 апреля прибыл в Императорскую Гавань, а 26 мая подошёл к Петропавловску.
Принимал участие в Крымской войне. С 27 мая по 27 июня 1854 года занимал брандвахтенный пост в Петропавловске, а экипаж судна был занят на работах по строительству береговых укреплений. 3 июля вышел в залив Де-Кастри в распоряжение графа Е. В. Путятина, а к 1 сентября вернулся в Петропавловск. 5 апреля 1855 года в составе эскадры контр-адмирала B. C. Завойко участвовал в эвакуации Петропавловска. С жителями города и имуществом военного порта на борту 1 мая прибыл в залив Де-Кастри. 8 мая принимал участие в обстреле английских судов, пытавшихся войти в залив. 15-26 мая в составе эскадры перешёл в устье Амура.
23 сентября 1856 года под командованием капитана 2-го ранга Воина Андреевича Римского-Корсакова (старшего брата композитора) перешёл в Императорскую Гавань, где подвергся мелкому ремонту и 3 октября вышел в Россию, пройдя по маршруту Хакодате — Симода — Тайвань — Макао — Гонконг — Манила — Зондский пролив — Кокосовые острова — Маврикий — мыс Игольный — Кейптаун — остров Святой Елены — Дильский рейд — Копенгаген, к 16 сентября 1857 года прибыл в Кронштадт, где с 1858 года числился сверх штата.
11 (по другим данным 10) сентября 1863 года корвет «Оливуца» был исключен из списков судов флота и затоплен в Кронштадте.

## Командиры корвета
Командирами корвета в разное время служили:
- И. Г. Арищенко (1842—1843 годы).
- П. И. Кислинский (1844—1846 годы).
- Н. А. Сахаров (1847—1848 годы).
- Г. П. Хомотьяно (1849 год).
- И. Н. Сущев (с августа 1850 года по 23 сентября 1851 года).
- И. Ф. Лихачёв (с 14 октября 1851 года по март 1853 года).
- Н. Н. Назимов (с марта 1853 года по 1854 год).
- А. А. Васильев (по июнь 1855 года).
- Н. М. Чихачёв (с июня 1855 года).
- В. А. Римский-Корсаков (1856—1857 годы).